# Alexander Egyed
Alexander Egyed ist Professor für Engineering of Software-Intensive-Systems an der Johannes-Kepler-Universität (JKU) Linz. Er leitet das Institut für Systems Engineering and Automation.

## Leben
Alexander Egyed schloss 1994 sein Informatik-Studium an der Universität Linz ab. Anschließend besuchte er die University of Southern California in Los Angeles, USA, an der er das Master- und Doktoratsstudium Computerwissenschaften belegte (1994–2000). Im Herbst 2000 erhielt er einen Doktortitel in Computerwissenschaften. Nach seiner Promotion arbeitete er als Forschungswissenschafter bei Teknowledge Corporation in Marina del Rey in Kalifornien, USA (2000–2007). 2007 bis 2008 forschte er am University College London, UK, bevor er nach Linz zurückkehrte. Seit 2008 ist er ordentlicher Professor an der JKU. Er ist ebenfalls außerordentlicher Professor an der University of Southern California.
Egyed ist sowohl im wissenschaftlichen als auch im industriellen Bereich aktiv. In Zusammenarbeit mit der Boeing Company und der Carnegie Mellon University widmete er sich der Architektur von Avioniksystemen (2002). Danach erfolgte seine Kooperation mit den Unternehmen Northrop Grumman Company, Sarnoff und International Honeywell, die ein Software-System für unbemannte Fahrzeuge entwickelten (2005–2007). Ein Projekt mit dem Massachusetts Institute of Technology schloss er ab. Derzeit kooperiert er mit IBM und wurde kürzlich als IBM CAS Research Fellow ausgezeichnet.

## Arbeits- und Forschungsschwerpunkte
- Auswirkungen von Änderungen
- Inkonsistenzerkennung und deren Behebung
- Nachvollziehbarkeit
- Software-Architektur
- Szenario-basiertes Verhalten

## Preise
- „Outstanding Achievement Award“ 1999 der Universität Südkalifornien, Los Angeles, USA
- ACM-Award für Komiteevorsitz der 22. IEEE/ACM International Conference on Automated Software Engineering (ASE) 2007
- Auszeichnung als 10. bester Wissenschafter im Software Engineering weltweit in einer Studie von Ren-Taylor im Communications of the ACM, June 2007
- Auszeichnung als IBM Research Faculty Fellow, 2010